# Zogota
Zogota est une ville du sud-est de la république de Guinée.

## Exploitation minière
C'est le site de grands gisements de minerai de fer,. La production initiale proposée pour 2012 est de 2 millions de tonnes par an. La mine appartient à Vale-BSG Ressources.
Dans la nuit du 3 au 4 août 2012, juste après minuit, le ville a subi des attaques des forces de défenses et de sécurité faisant six morts et plusieurs blessés et de destruction de biens.
La mine sera reliée par une voie ferrée à écartement standard à Forécariah.